# Bunuri mobile din domeniul etnografie clasate în patrimoniul cultural național al României aflate în județul Vrancea
Acestă listă conține bunurile mobile din domeniul etnografie clasate în Patrimoniul cultural național al României aflate la momentul clasării în județul Vrancea.

## Tezaur
| Foto | Informații generale   | Detalii tehnice | Descriere | Deținător               | Legături |
| ---- | --------------------- | --- | --- | ----------------------- | -------- |
|      | Cămașă femeiască      | Datare: Sf. sec. XIX Descoperit: jud. Vrancea, com. Tulnici, Tulnici Material: pânză; bumbac; țesut în 2 ițe; arnici negru; fir metalic; încheiată cu acul cu arnici roșu; broderie „înfoiată”                        | Cămașă încrețită; croi: fața croită dintr-un lat; spatele croit dintr-un lat, a fost încrețit cu "gherdan" din arnici roșu; mânecile croite dintr-un lat și jumătate sunt prinse de altița de peste umăr cu "încreț" brodat cu arnici portocaliu și lănțișor din fir metalic alb; pavă pătrată sub mâneci; cămașa este încheiată toată cu acul cu arnici roșu; gura în față, s-a despicat după ce s-a întărit cu "bătaia la gură" cu arnici roșu; decor: la gât - pe bentiță apar motive geometrice: romb, triunghi brodate cu arnici negru, umplute cu arnici roșu și fir metalic; pe piept câte două șiruri verticale constituite din motive florale și zig-zaguri brodate cu cusătură "buclat" din arnici negru; peste umăr altița cu patru șiruri cu motive geometrice brodate cu arnici negru, separate de lănțișor din fir metalic alb; pe mâneci motivele sunt dispuse în diagonală, brodate cu arnici negru încadrate de două șiruri de zigzaguri din arnici roșu; pe spate, pe lângă încheietura cămășii s-au brodat două șiruri de motive geometrice cu arnici negru și lănțișor din fir metalic alb; mâneca se termină cu o bentiță întoarsă, brodată cu zig-zaguri din fir metalic și arnici negru, iar spațiile umplute cu roșu. Cromatica: negru, roșu, portocaliu. | Muzeul Vrancei, Focșani | Cimec    |
|      | Port popular          | Datare: 1/2 sec. XX Descoperit: jud. Vrancea, com. Bârsești, Negrilești Material: pânză; bumbac; țesut în 2 ițe; arnici negru; fir metalic alb și galben; încheiată cu acul cu bumbac galben-portocaliu               | Cămașă încrețită; croi: fața croită din doi lați; spatele croit din trei lați înguști, încrețit în treimea superioară cu "gherdan" cusut cu arnici roșu în zig-zag; mânecile croite din doi lați sunt prinse de altița triunghiulară de peste umăr cu "încreț" cusut cu bumbac galben portocaliu și zig-zag cu arnici roșu; pavă romboidală sub mâneci; cămașa este încheiată cu bumbac galben-portocaliu; gura în față, pe încheietura celor doi lați; decor: la gât, pe bentiță apar motive liniare dispuse în diagonală, cusute cu arnici negru și lanț din fir metalic alb; pe piept câte trei șiruri verticale, constituite din motivele: "furca" înscrisă în pătrate "coarnele berbecului" și motive florale dispuse în șir vertical, brodate cu arnici negru, lanț din fir metalic alb și galben; golurile umplute cu arnici roșu, lânică verde și paiete prinse cu mărgele verzi și albastre; altița este brodată cu motivul "prescura" încadrată în pătrate; de-a lungul mânecii: trei șiruri de motive florale stilizate brodate cu arnici negru și lanț de fir metalic, cu spațiile umplute cu puncte de culoare roșii și verzi și paiete; mâneca se termină cu bentiță brodată cu motive geometrice. | Muzeul Vrancei, Focșani | Cimec    |
|      | Port popular          | Datare: Sf. sec. XIX Descoperit: jud. Vrancea, com. Năruja, Podu Nărujei Material: pânză; bumbac; țesut în 2 ițe; arnici negru; fir metalic alb; încheiată cu acul                                                    | Cămașă încrețită; scurtă; fără altiță; croi: fața croită dintr-un lat central și doi clini laterali; spatele croit dintr-un lat și doi clini laterali, încrețit în treimea superioară cu "gherdan" cusut cu romburi cu arnici roșu; mânecile croite dintr-un lat și un clin; pavă pătrată sub mâneci; cămașa este încheiată cu arnici roșu; gura în față, s-a despicat după ce s-a întărit cu "bătaia la gură" cu arnici roșu și mărginită de broderie din lanț din fir metalic, motivul funie, iar golurile umplute cu roșu, verde și albastru; decor: la gât - pe bentiță apar motive geometrice: cercuri din lanț de fir metalic, umplute cu roșu, verde și albastru; sub bentiță un șir de zig-zaguri roșii; pe piept motive încadrate în pătrate, dispuse vertical, realizate din lanț din fir metalic alb și golurile umplute cu roșu, verde și albastru; motivele principale sunt mărginite de două șiruri verticale de motive florale stilizate; pe mânecă s-a brodat cu arnici negru un șir de "cale rătăcită" dublată de lanț din fir metalic și puncte de culoare; motivul principal este încadrat de două șiruri de fluturași cusuți cu fir metalic. Pe bentița mânecii apare motivul de pe mânecă, iar deasupra un șir de zig-zag roșu. | Muzeul Vrancei, Focșani | Cimec    |
|      | Port popular          | Datare: Sf. sec. XIX Descoperit: jud. Vrancea, com. Vrâncioaia, Vrâncioaia Dimensiuni: Lpoale: 84 cm Material: pânză; bumbac; țesut în 2 ițe; lână; arnici negru; fir metalic; încheiată cu acul; broderie „înfoiată” | Cămașă încrețită; cu poale; cu altiță separată; croi: fața croită dintr-un lat și doi clini laterali; spatele croit dintr-un lat și doi clini laterali, încrețit în treimea superioară cu bumbac alb; mânecile croite dintr-un lat și un clin; pavă pătrată sub mâneci; cămașa este încheiată cu acul, iar clinul mânecilor cu bumbac portocaliu; gura în față, s-a despicat după ce s-a întărit cu "bătaia la gură" cu arnici roșu și broderie din fir metalic lat; decor: la gât - pe bentiță apar motive cusute cu arnici roșu și lână bleumarin, mărginite de lanț din fir metalic, iar sub bentiță zig-zag cu arnici roșu; pe altiță apar două rânduri etajate de motive florale cusute cu lână, broderie "înfoiată", separate de șiruri de zig-zaguri de fir metalic și arnici roșu, verde, albastru pentru puncte de culoare, încadrate la rândul lor de șiruri brodate cu fir metalic lat; mâneca este prinsă de altiță cu bumbac portocaliu, iar pe "încreț" s-au brodat cu portocaliu motive geometrice - romburi. Pe piepți s-au brodat motive florale în șir vertical, cusătură înfoiată cu lână și arnici roșu. Pe mâneci apare câte un șir vertical de cornițe (cusătură înfoiată) și două șiruri secundare de broderie spartă cusută cu acul cu bumbac alb și fir metalic. Pe bentița întoarsă a mânecilor s-au cusut motive cu fir metalic, arnici roșu și negru. Poalele sunt din pânză de cânepă, agățate de cămașă. | Muzeul Vrancei, Focșani | Cimec    |
|      | Tipar de caș          | Datare: 1/2 sec. XX Descoperit: jud. Vrancea, com. Vrâncioaia, Vrâncioaia Dimensiuni: L cu mâner: 27 cm Material: lemn de fag; crestat cu motive decorative                                                           | Tipar de caș rotund cioplit și crestat din lemn de fag; decor: motive magico-religioase: cruci, prescuri și motive geometrizante: X-uri, zig-zaguri. Motivul central este crucea încadrată de crestături dințate și zig-zaguri dispuse în cercuri concentrice; ultimul cerc cuprinde un ansamblu de crestături format din: cruci, prescuri și X-uri, iar marginea este formată dintr-un cerc liniar. | Muzeul Vrancei, Focșani | Cimec    |
|      | Tipar de caș          | Datare: Mijlocul sec. XIX Descoperit: jud. Vrancea, com. Tulnici, Tulnici Dimensiuni: L cu mâner: 21 cm Material: lemn de paltin; crestat cu motive decorative                                                        | Tipar de caș rotund cioplit și crestat din lemn de paltin; decor crestat: câmpul central este împărțit în patru sferturi de cerc de o cruce realizată din două șiruri de denticuli; în cele patru câmpuri s-au crestat motive astrale: stele, crucea și casa - universul domestic. Marginea din tablă. Pe spatele tiparului meșterul și-a pus semnătura și data când l-a confecționat, iar deasupra a crestat o cruce. | Muzeul Vrancei, Focșani | Cimec    |
|      | Tipar de caș          | Datare: Sf. Sec. XIX Descoperit: jud. Vrancea, com. Nereju, Nereju Mic Dimensiuni: G: 6 cm Material: lemn de paltin; crestat cu motive decorative                                                                     | Tipar de caș rotund cioplit și crestat, din lemn de paltin; mânerul cioplit din același lemn; decor: motivul central este o rozetă cu cinci brațe încadrată de două cercuri concentrice de "dinți de lup". Autorul anonim a crestat decorul fără o schițare prealabilă, de unde au rezultat unele stângăcii în simetrie, cât și în finețea execuției. Pe mâner s-au crestat două X-uri și linii orizontale. | Muzeul Vrancei, Focșani | Cimec    |
|      | Teasc                 | Datare: Sf. sec. XIX Descoperit: jud. Vrancea, Focșani Dimensiuni: Imare: 170 cm; Ișurub: 130 cm; Lcoș: 45 cm; Icoș: 59 cm Material: lemn de ulm și salcâm; îmbinat în pană și uluc; șuruburile lucrate la strung     | Teasc confecționat în întregime din lemn; postamentul (masa) de formă dreptunghiulară, cu un capăt tăiat în unghi, prezintă pe margine un șanț săpat în grosimea lemnului, pentru scurgerea mustului; se sprijină pe patru picioare, scurte, oblice; coș de formă tronconică, confecționat din scânduri groase, susținut de chingi; două șuruburi verticale prinse în masa teascului prin care se deplasează o punte orizontală pusă în funcție de două piulițe. | Muzeul Vrancei, Focșani | Cimec    |
|      | Corn de praf de pușcă | Datare: Sf. sec. XIX Descoperit: jud. Vrancea, com. Tulnici, Tulnici Dimensiuni: I: 13 cm Material: corn de cerb; tăiat; scobit; decorat cu motive ornamentale incizate                                               | Corn pentru praf de pușcă; formă tradițională (naturală) de Y, cu cap central și două brațe. Decor geometrizant dispus pe toată suprafața expusă vederii. Motive: cercuri, puncte, linii curbe. Central este desenată o rozetă cu 12 brațe încadrată de două cercuri concentrice, unul format dintr-un șir de cerculețe, iar cel exterior denticulat. Pe fiecare braț apare câte o coroană regală care are la bază o rozetă. Pe laterale și în partea inferioară câte un șir de cercuri cu puncte între linii paralele. Brațele sunt astupate cu piele. Cromatica: alb-gălbui, negru. | Muzeul Vrancei, Focșani | Cimec    |
|      | Corn de praf de pușcă | Datare: 2/2 sec. XIX Descoperit: jud. Vrancea, com. Nereju, Nereju Dimensiuni: I: 15 cm Material: corn de cerb; tăiat; scobit; decorat cu motive ornamentale incizate                                                 | Corn pentru praf de pușcă; formă tradițională (naturală) de Y, cu cap central, două brațe și inel la gât pentru curea. Decor geometrizant dispus pe toată suprafața expusă vederii și parțial pe spate. Motive: cercuri, puncte, linii curbe. Pe laterale, pe brațe și spate apar cercuri cu puncte între linii. Central, din jocul de linii și cerculețe cu puncte apare desenat un pește. Brațele sunt astupate cu discuri din piele. Cromatica: gălbui, maro, negru. | Muzeul Vrancei, Focșani | Cimec    |
|      | Tipar de caș          | Datare: 1/2 sec. XX Descoperit: jud. Vrancea, com. Paltin, Morărești Dimensiuni: LA: 8 cm; G: 3 cm Material: Tipar de caș cioplit și crestat din lemn de platin                                                       | Tipar de caș de formă dreptunghiulară, numită "păpușă", format din două piese care redau schematic silueta umană sub formă pereche: bărbat și femeie; capul redat de semnul crucii. Decorul: prezintă o bogăție de crestături repetate, într-o compoziție perfect echilibrată pe toată suprafața interioară a celor două păpuși și reprezintă simboluri magico-religioase: steaua, rozeta, dintele de lup, precum și geometrizante: zig-zaguri, linii. | Muzeul Vrancei, Focșani | Cimec    |
|      | Triptic               | Datare: 1/2 sec. XVII Descoperit: jud. Vrancea, com. Vizantea-Livezi, Vizantea Mănăstirească Dimensiuni: Lavoleu: 34 cm Material: triptic din lemn și hârtie; scris cu cerneală                                       | Triptic de formă dreptunghiulară, format din trei părți separate, prinse cu câte două balamale din metal fiecare din părți; pe cele trei părți, în interior, s-a aplicat hârtie albă pe care s-au înscris numele ctitorilor și slujitorilor Mănăstirii Vizantea. Numele au fost înscrise pe coloane verticale, cu caractere chirilice. Fețele exterioare ale voleurilor au fost pictate în tempera cu motive astrale: soare, luceafăr, lună, stea. În partea inferioară s-a pictat o inscripție: voleul stâng prezintă un ax median; partea centrală prezintă în partea superioară un fronton cu ornamentație vegetală și zoomorfă, sculptată, mărginită de colonete adosate, aplicate, pe care se sprijină o baghetă sculptată cu motivul funia. Cromatica: albastru, auriu, alb, roșu, negru. | Muzeul Vrancei, Focșani | Cimec    |
|      | Port popular          | Datare: Sf. sec. XIX Descoperit: jud. Vrancea, com. Vrâncioaia, Muncei Material: cămașă brodată cu fir metalic pe pânză de bumbac; țesută în 2 ițe; încheiată cu acul                                                 | Cămașă bărbătească de tipul "dreaptă", cu mâneci largi; croită din: 1 lat atât fața cât și spatele; mânecile din 2 lați fiecare; sub braț câte un clin de lărgire și pavă; este încheiată cu acul, cu bumbac, cu cheiță și o bandă de ajur pe umăr și de-a lungul mânecilor, încadrate de câte două șiruri de romburi cusute cu fir metalic; gura în față, s-a despicat după ce s-a întărit cu bătaie la gură cu arnici roșu. Decor: pe bentița de la gât decor geometrizant: romb, zig-zaguri cusute cu fir metalic și puncte de culoare din lânică; pe piepți, în jurul gurii și pe manșeta mânecii: cruci cusute cu fir metalic; la poale este tivită. Cromatica: fir metalic alb și galben, roșu. | Muzeul Vrancei, Focșani | Cimec    |